# گووکوویتسه گورنه
گووکوویتسه گورنه (به لاتین: Gołkowice Górne) یک روستا در لهستان است که در گمینا ستار سانچ واقع شده‌است. گووکوویتسه گورنه ۸۱۰ نفر جمعیت دارد و ۳۲۰ متر بالاتر از سطح دریا واقع شده‌است.